# Aslaug (pigenavn)
Aslaug er et gammelt, nordisk fornavn til begge køn. Navnet er sammensat af "as" (norrønt áss, 'gud') og "laug" ('lovet til' / 'viet til'). 
I Norge er navnedagen 6. januar.
Navnet har flere varianter, blandt andet: Åslaug, Áslaug, Áslaugur, Aslög, Asløg, Aslog, Ásleyg.